# メルクリウス

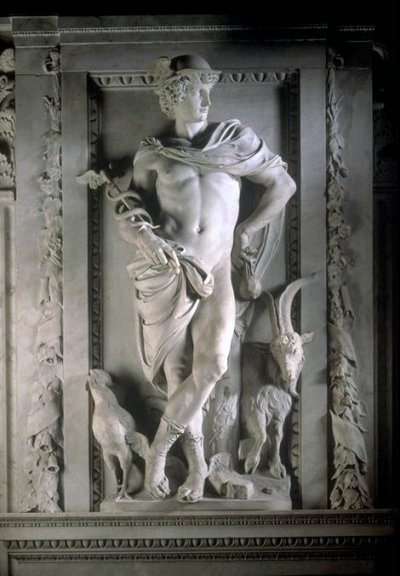
メルクリウス

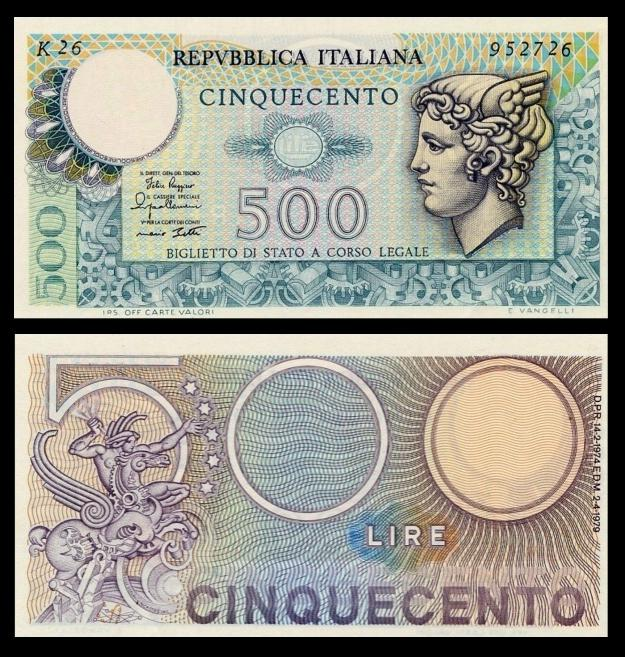
メルクリウスの肖像がデザインされている500リラ紙幣

メルクリウス (Mercurius) はローマ神話のコーンセンテース・デイー (Consentes Dei) の一柱であり、商人や旅人の守護神である。英語読みでマーキュリー (Mercury) とも表記される。

## 概要
ギリシア神話の神々の伝令使ヘルメースと同化し、雄弁家、盗賊、商人、職人の庇護者とされた。ヘルメースと融合する前の元来の職能や性格は明瞭でないが、その名は merces （商品、財貨）に関係があるとも言われる商業の神である。ニュンペーのラールンダとの間にラールたち（ラレース）をもうけた。
メルクリウスの神殿は紀元前496年にアウェンティーヌス丘の上に建てられたとされるが、これはローマの聖所ポーメーリウムの外にあったため、元からローマにいた神ではなく、外部から来た神と考えられている。
ローマ暦では、水曜日をメルクリウスの日 Diēs Mercuriī （ディエース・メルクリイー）としている。
タキトゥスは『ゲルマーニア』において、ゲルマン人が最も崇拝する神をメルクリウスと呼んだが、これはゲルマン神話の主神ウォーダンのことであったと考えられている。英語の Wednesday は「メルクリウスの日」を古英語で「ウォーデンの日」と翻訳したことに由来する。
別名をメルクリウスともエジプト人ヘルメースともいうヘルメース・トリスメギストスは、ヘルメース主義を象徴する神話的人物であるが、後世、ヨーロッパ中世およびルネサンス期において、錬金術の考案者にして諸学と技芸の祖であると考えられた。
カール・グスタフ・ユングは「メルクリウス」について次のように述べる。
「メルクリウスは（錬金術でいうところの、すなわち、無意識の）作業（オプス）の始めに位置し、終りに位置する。
メルクリウスは原初の両性具有存在ヘルマプロディートスであり、一旦は二つに分れて古典的な兄－妹の対の形を取るが、最後に「結合」において再び一つに結びつき、「新しい光」、すなわち、「賢者の石」という形態をとって光り輝く。
メルクリウスは金属であるが同時に液体でもあり（「メルクリウス＝水星」を象徴する金属は水銀）、物質でもあるが同時に霊でもあり、冷たいが同時に火と燃え、毒であるが同時に妙薬でもあり、『諸対立を一つに結びつける対立物の合一の象徴なのである。』」
「メルクリウス」の変容性と多様性は錬金術の根本表象であり、すなわち、「メルクリウス」は我々の無意識、心的世界の一つの表象といえる。
「ライオンとユニコーン」は共に、錬金術における「メルクリウス」の象徴であるとされる。他に、「鳩、鹿、鷲、龍」なども「メルクリウス」の同義語とされる。